# Королевство Новой Зеландии

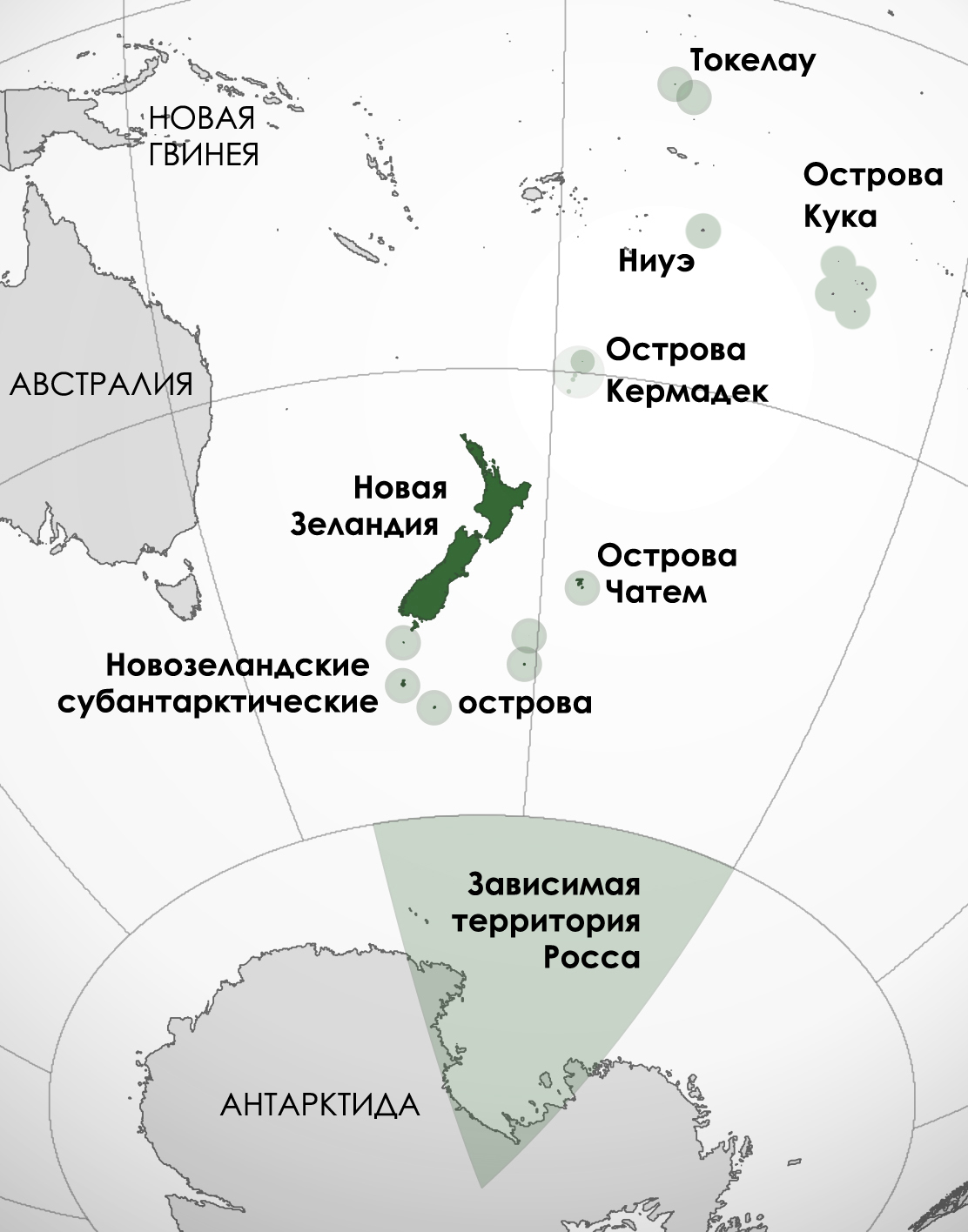
Территории королевства Новой Зеландии

Короле́вство Но́вой Зела́ндии (англ. Realm of New Zealand) — объединение территорий, на которых монарх Новой Зеландии признаётся главой государства. Королевство Новой Зеландии включает в себя Новую Зеландию, острова Токелау, антарктическую территорию Росса и свободно ассоциированные государства Острова Кука и остров Ниуэ. Населения королевства составляет около 4 400 000 человек (без Новой Зеландии — 18 000 человек), а общая площадь 719 188 км² (без Антарктической территории Росса (450 000 км²) и Новой Зеландии (268 680 км²) — 508,2 км²).
С 8 сентября 2022 года монархом Новой Зеландии является король Карл III.
Так как монарх Новой Зеландии одновременно является главой ещё 14 других государств, известных как Королевства Содружества, то непосредственно в Новой Зеландии монарха представляет генерал-губернатор. С 21 октября 2021 года эту должность занимает Синди Киро.
Королевство Новой Зеландии не имеет точной даты создания, но с 1952 года Елизавета II провозглашает себя королевой Новой Зеландии, а в 1983 году определена единая устойчивая территориальная структура Королевства.
В отличие от других королевств Содружества, королевство Новой Зеландии не является государством и не имеет международного государственного признания. Термин «королевство Новой Зеландии» имеет концептуальный, символический характер, указывающий на единство истории и моральных ценностей различных стран и государств и на признание единого главы государства.
| Флаг | Герб | Территория         | Регион      | Площадь, км² | Население, чел. (2011) | Столица    | Статус                                      |
| --- | ---- | ------------------ | ----------- | ------------ | ---------------------- | ---------- | ------------------------------------------- |
| |      | Новая Зеландия*    | Тихий океан | 268 680      | 4 404 400              | Веллингтон | Суверенное государство                      |
| |      | Острова Кука       | Тихий океан | 236,7        | 14 974                 | Аваруа     | Самоуправляемое государственное образование |
| |      | Остров Ниуэ        | Тихий океан | 261,46       | 1611                   | Алофи      | Самоуправляемое государственное образование |
| |      | Острова Токелау    | Тихий океан | 10           | 1411                   | Нукунону   | Зависимая территория                        |
| |      | Территория Росса** | Антарктида  | 450 000      | 0                      | —          | Зависимая территория**                      |
| |      | Всего              |             | 719 188      | 4 422 396              |            |                                             |
| * Включая острова Кермадек, Чатем, а также Новозеландские субантарктические острова. ** Не признаётся международным сообществом согласно Договору об Антарктике. |      |                    |             |              |                        |            |                                             |